# Avima scabra
Avima scabra is een hooiwagen uit de familie Agoristenidae.